# Lancering (achtbaan)

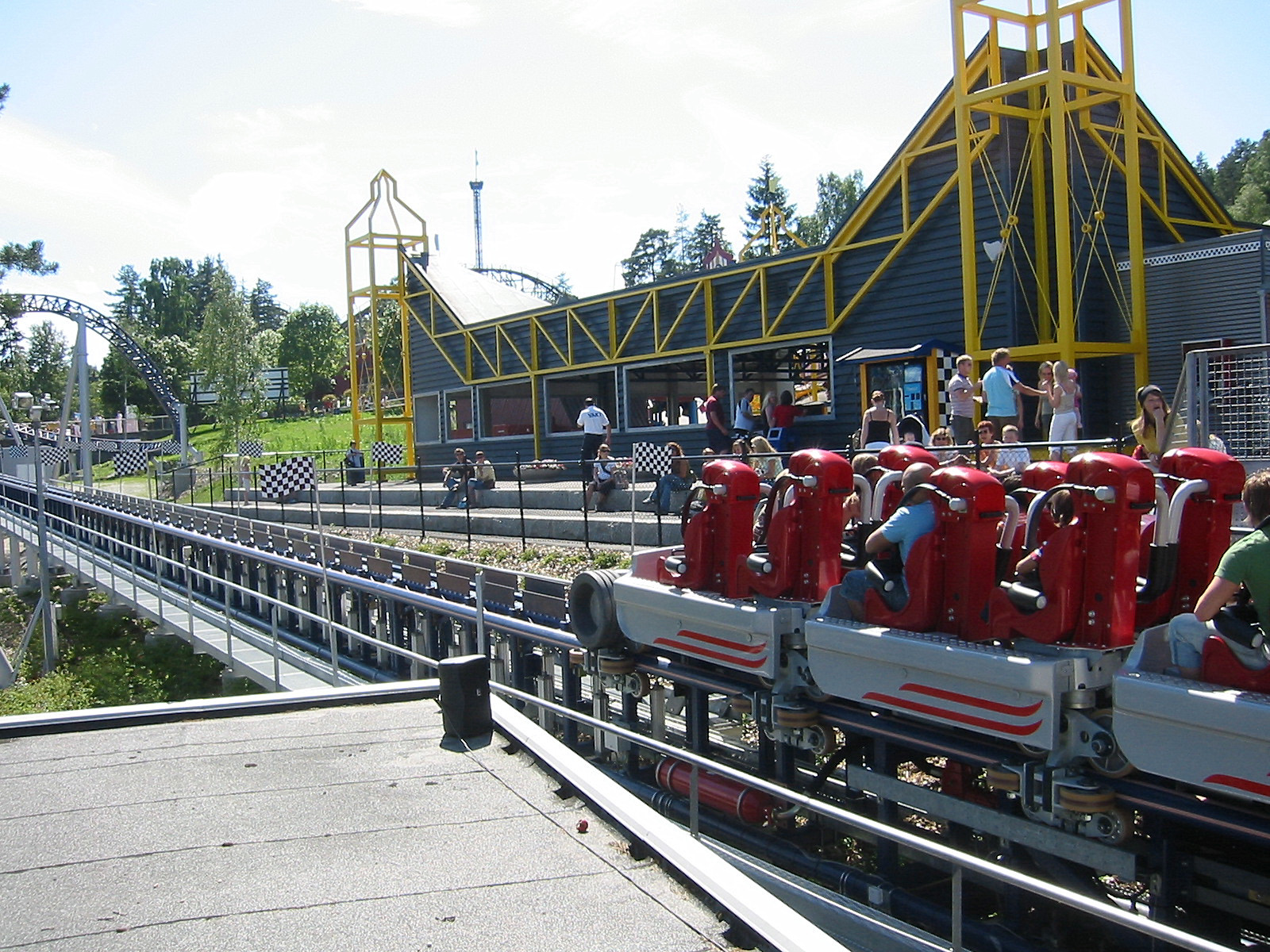
Lancering van een Speed Monster-trein in het Noorse attractiepark Tusenfryd

De lancering van een achtbaan is de benaming voor een technische installatie in een achtbaan waarbij de achtbaantrein versneld wordt om het circuit af te kunnen leggen. De andere methode is de iets meer conventionele optakeling.

## Technische kenmerken

### Versnelling

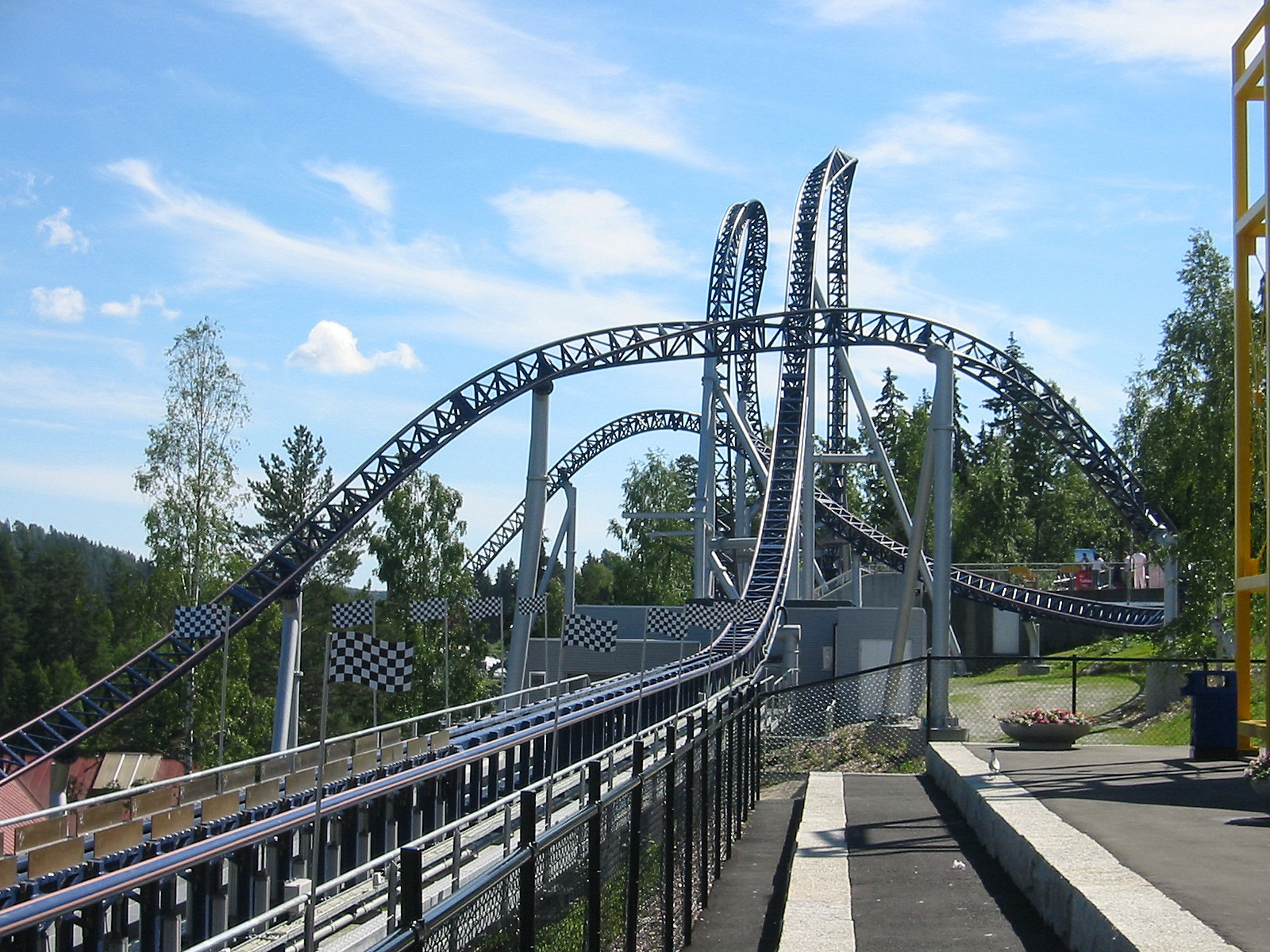
Speed Monster (gebouwd door Intamin AG) in Tusenfryd gebruikt een hydraulisch lanceermechanisme met remvakterugrolbeveiliging (metalen vinnen linksonder op de foto).

Om de achtbaantrein te kunnen versnellen, wordt deze aangehaakt aan de lanceerinstallatie. Diverse typen lanceerinstallaties worden gebruikt, maar vrijwel alle typen gebruiken een sleepwagen (ook wel bekend als pushercart of catchcar).

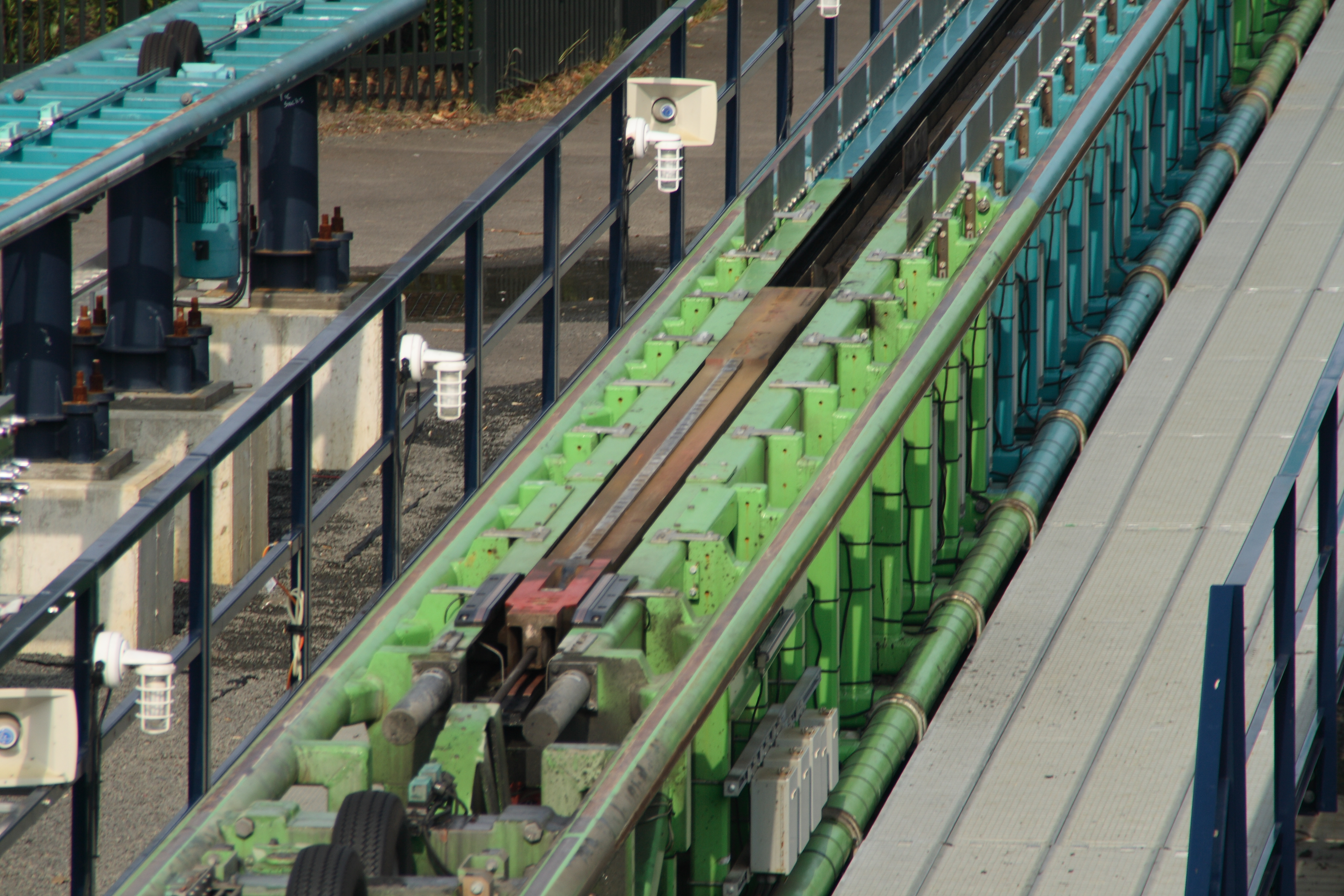
De sleepwagen van de Kingda Ka (gebouwd door Intamin AG) in Six Flags Great Adventure

De sleepwagen haakt aan de achtbaantrein vast en wordt vervolgens versneld door bijvoorbeeld een hydraulische lier of een lineaire inductiemotor. De sleepwagen haakt los van de achtbaantrein aan het einde van het lanceerspoor, dat meestal recht is. De sleepwagen kan versneld worden door een hydraulische, pneumatische elektrische of mechanische installatie. De wiellancering gebruikt geen sleepwagen.

### Terugrolbeveiliging
Sommige typen lanceringen hebben in het lanceerspoor ook remmen ingebouwd zitten als een vorm van een terugrolbeveiliging. Als de achtbaantrein na de lancering te weinig snelheid heeft en terugrolt de helling af kan deze veilig worden afgeremd om botsingen te voorkomen.

## Soorten lanceermechanismen

### Elektrische lancering

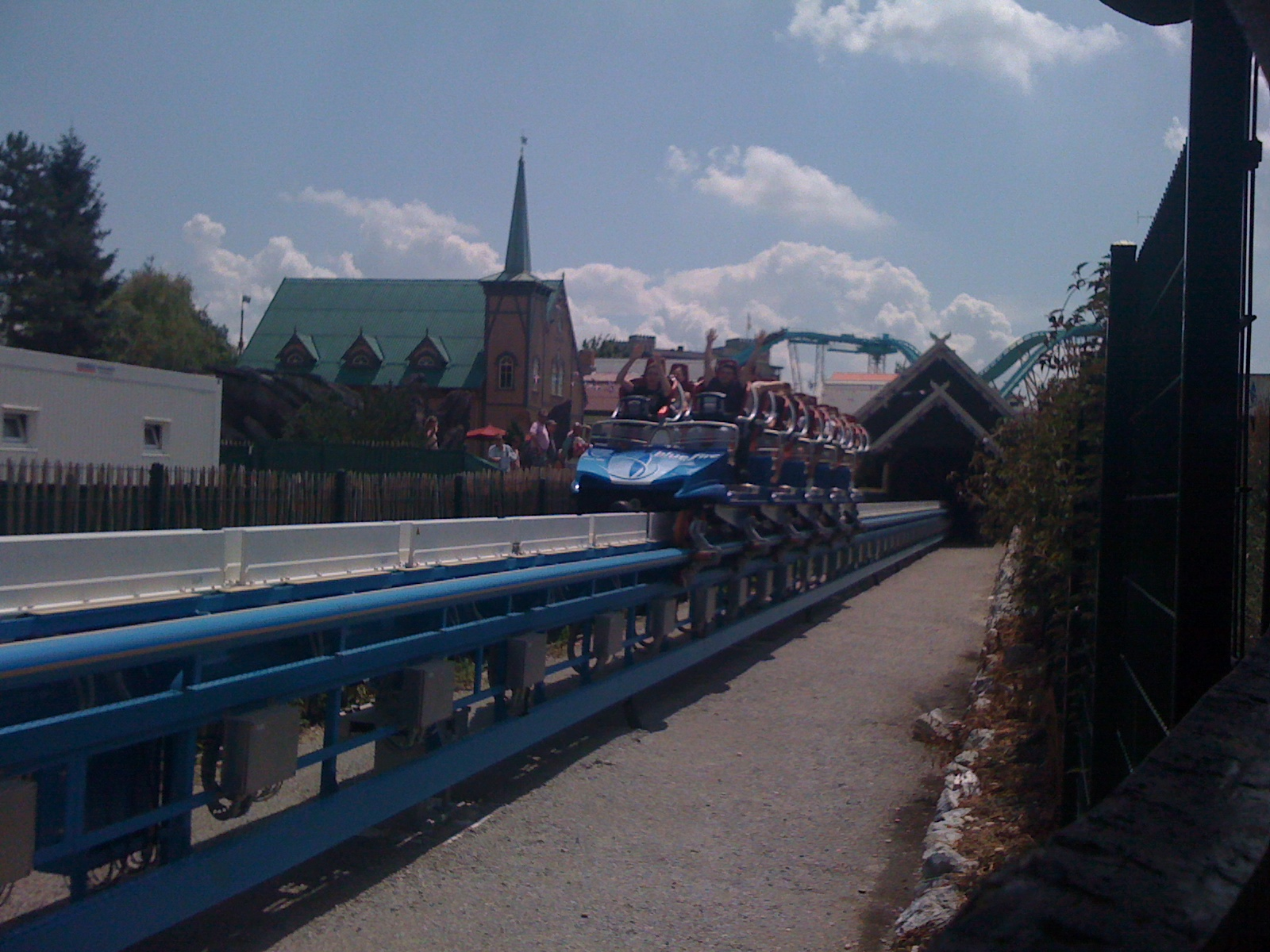
Blue Fire Megacoaster gebruikt een elektrische lancering

Elektrische lanceerinstallaties gebruiken een lineaire inductiemotor om de sleepwagen te versnellen. Een nadeel van een elektrische lancering is het hoge energieverbruik op het moment van inschakelen. Dit kan worden opgevangen door het gebruik van bijvoorbeeld condensatoren die de belasting van het elektriciteitsnetwerk enigszins kunnen uitspreiden.
De eerste elektrische lanceerachtbaan genaamd Flight of Fear werd gebouwd in 1996 in Kings Island en Kings Dominion door Premier Rides.
Bekende voorbeelden van achtbanen met een elektrische lanceringsinstallatie zijn:
- Rock 'n' Roller Coaster in Disneyland Paris.
- Xpress in Walibi Holland
- Blue Fire Megacoaster in Europa-Park
- Formule X in Drievliet
- Superman: Escape from Krypton in Six Flags Magic Mountain

Een ander voorbeeld is Psyké Underground in Walibi Belgium. Deze achtbaan maakt ook gebruik van lineaire inductiemotoren, maar deze werken niet in op een sleepwagen, maar rechtstreeks op metalen vinnen die aan de trein zelf bevestigd zijn.

### Hydraulische lancering

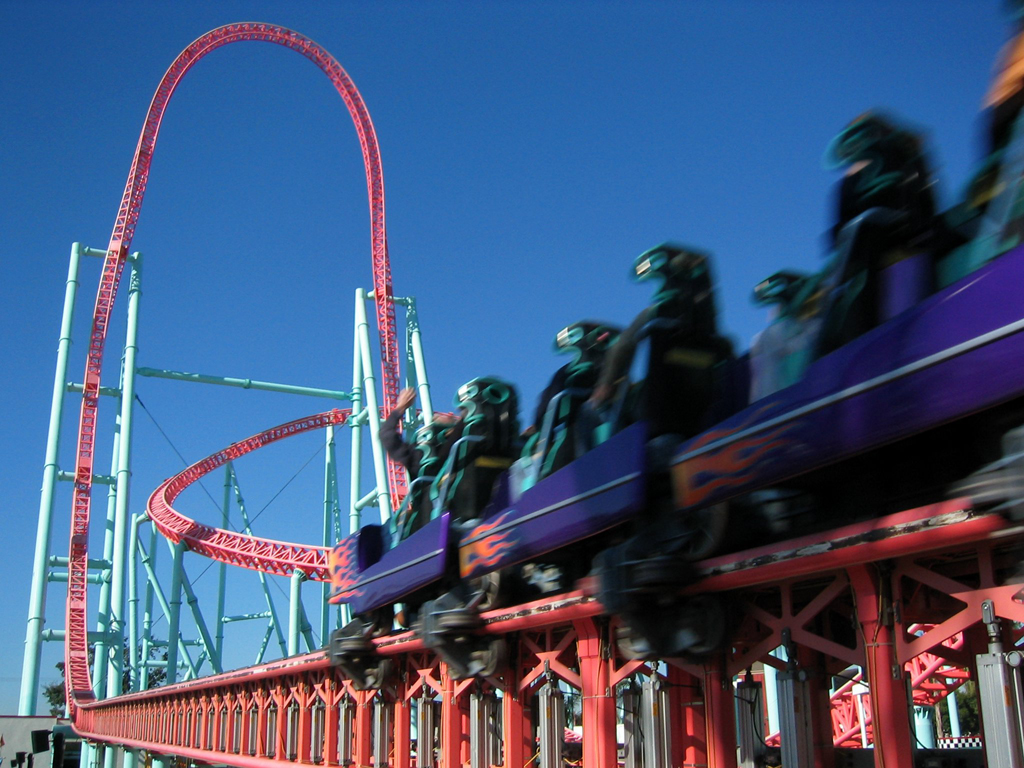
Xcelerator in Knott's Berry Farm gebruikt een hydraulisch lanceermechanisme.

Een hydraulische lancering maakt gebruik van een lier om de sleepwagen te versnellen. De lier wordt aangedreven door één of meerdere hydromotoren die gevoed worden door hydraulische olie uit een accumulator. Na de lancering is de oliedruk in de accumulator weer laag en wordt de accumulator weer op druk gebracht door één of meerdere pompen. Aangezien het op druk brengen van de accumulator gedaan kan worden gedurende de hele tijd tussen de lanceringen is het energieverbruik redelijk constant wat een voordeel is ten opzichte van de elektrische lanceerinstallaties. Deze achtbanen worden ook wel strata-achtbanen genoemd.
De eerste hydraulische lanceerachtbaan genaamd Xcelerator werd in 2002 gebouwd in Knott's Berry Farm.
Bekende hydraulische lanceerachtbanen zijn:
- Top Thrill Dragster in Cedar Point
- Kingda Ka in Six Flags Great Adventure
- Stealth in Thorpe Park
- Rita in Alton Towers
- Furius Baco in PortAventura
- Formula Rossa in Ferrari World Abu Dhabi

### Pneumatische lancering

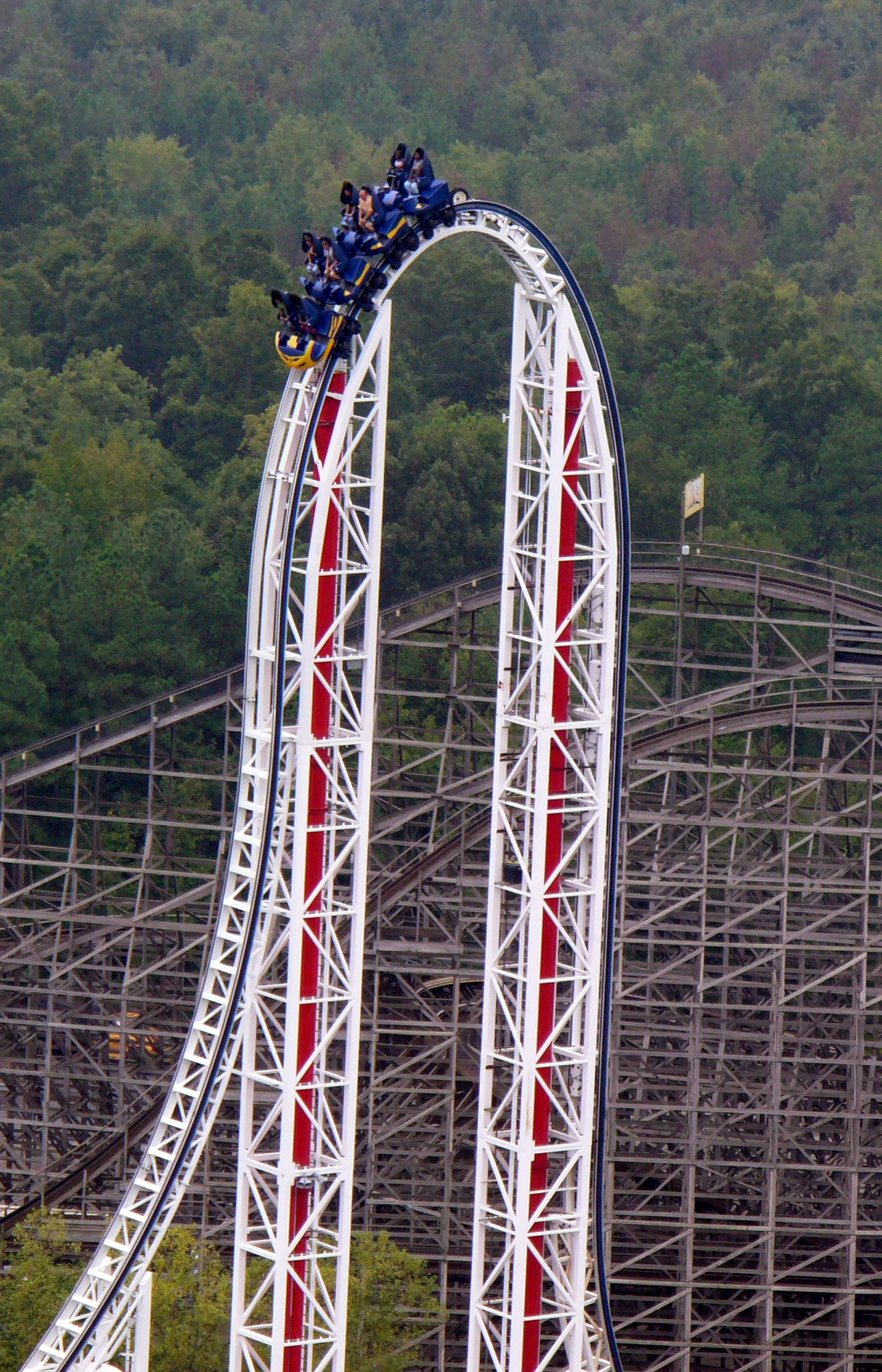
Hypersonic XLC in Kings Dominion gebruikt een pneumatische lancering.

Bij een pneumatische lancering wordt lucht gebruikt om de sleepwagen te versnellen. De lucht wordt opgeslagen in een pneumatische accumulator waarna deze bij lancering door het mechanisme geleid kan worden. In de afbeelding van Hypersonic XLC zijn de accumulatoren zichtbaar in de vorm van rode buizen gemonteerd in de witte torens. Na lancering wordt net als bij de hydraulische lancering de accumulator weer op druk gebracht, bij pneumatische systemen door een compressor.
Vanwege de compressibiliteit van lucht zijn de krachten die een lancering opwekt vaak anders dan wanneer een hydraulische lancering wordt gebruikt die als vrijwel niet compressibel beschouwd kunnen worden beschouwd.
Pneumatische lanceerachtbanen worden alleen (nog) gebouwd door S&S Power. De nog in werking zijnde achtbanen met pneumatische lancering zijn:
- Dodonpa in Fuji-Q Highland
- Powder Keg: A Blast in the Wilderness in Silver Dollar City

Bij de Nürburgring staat ook de ring°racer , die al jaren nooit gebruikt is en waarschijnlijk nooit meer zal openen.

### Mechanische lanceermechanismen
Er bestaan meerdere typen mechanische lanceringen. Bij de vliegwiellancering en de lancering met behulp van het gewicht slaat de term mechanisch op de accumulator. Het vliegwiel kan bijvoorbeeld op snelheid worden gebracht door een elektromotor. Bij de wiellancering slaat het gebruik van de term mechanisch op de frictie tussen de aandrijfwielen en de achtbaantrein.

#### Gewichtslancering

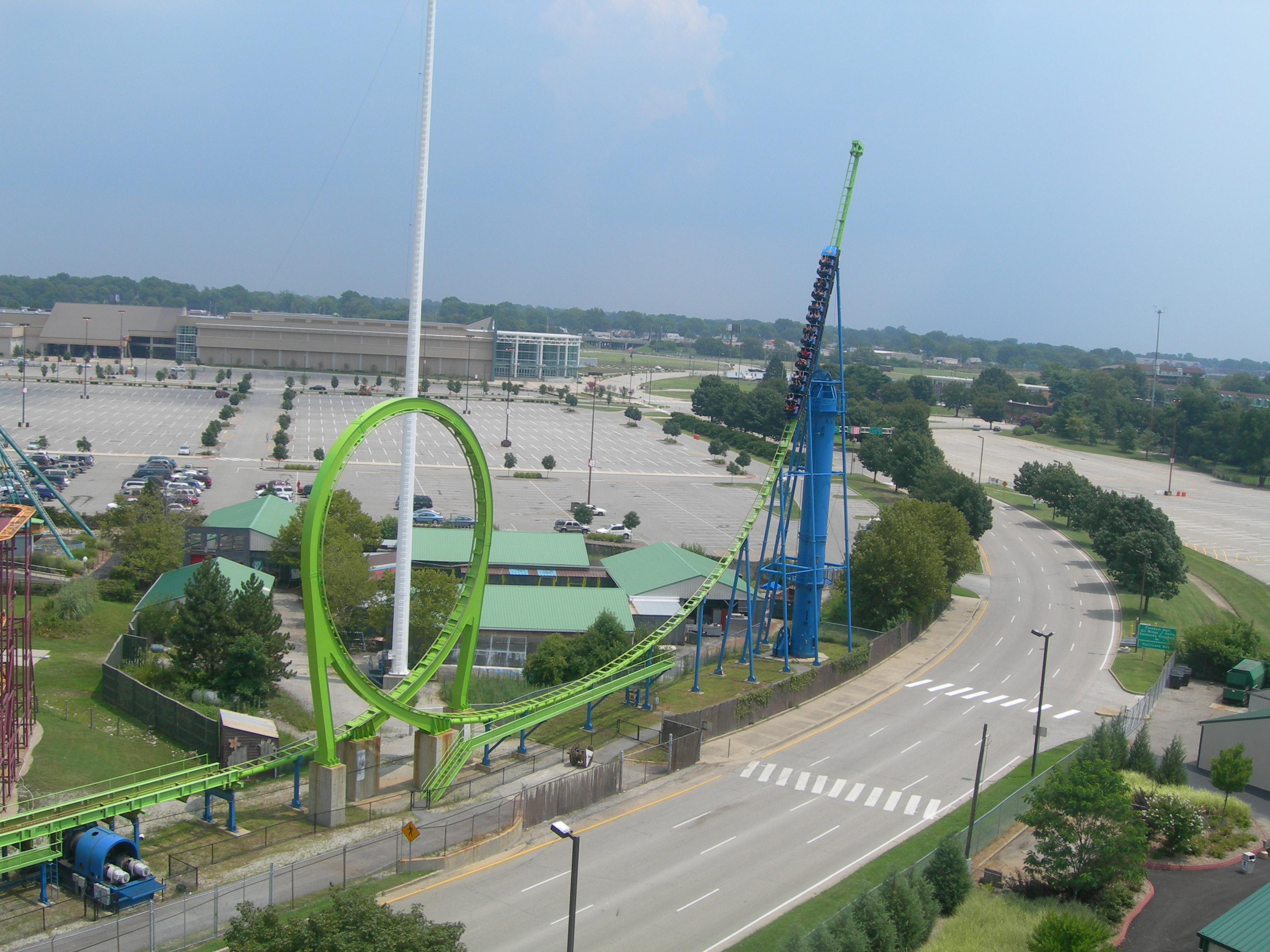
Greezed Lightnin' in Six Flags Kentucky Kingdom heeft een lancering door middel van een gewicht.

De eerste moderne shuttle-achtbanen gebruikten ofwel vliegwiel ofwel gewichtslanceringen, dit maakt de beide technieken de oudste lanceertechnieken. De eerste achtbanen met een gewichtslancering werden gebouwd door Anton Schwarzkopf in 1977. De sleepwagen wordt versneld door een vallend gewicht, bij de afbeelding van Greezed Lightnin' bevindt zich dat in de blauwe buis onder het einde van de rails.
De eerste achtbanen die gebouwd werden met een gewichtslancering zijn:
- Katapul in Hopi Hari (gebouwd als King Cobra in Kings Dominion)
- Golden Loop in Gold Reef City (gebouwd als White Lightnin' in Carowinds)
- Greased Lightnin' in California's Great America

Alle drie deze banen zijn Shuttle Loops van Anton Schwarzkopf.

#### Vliegwiellancering

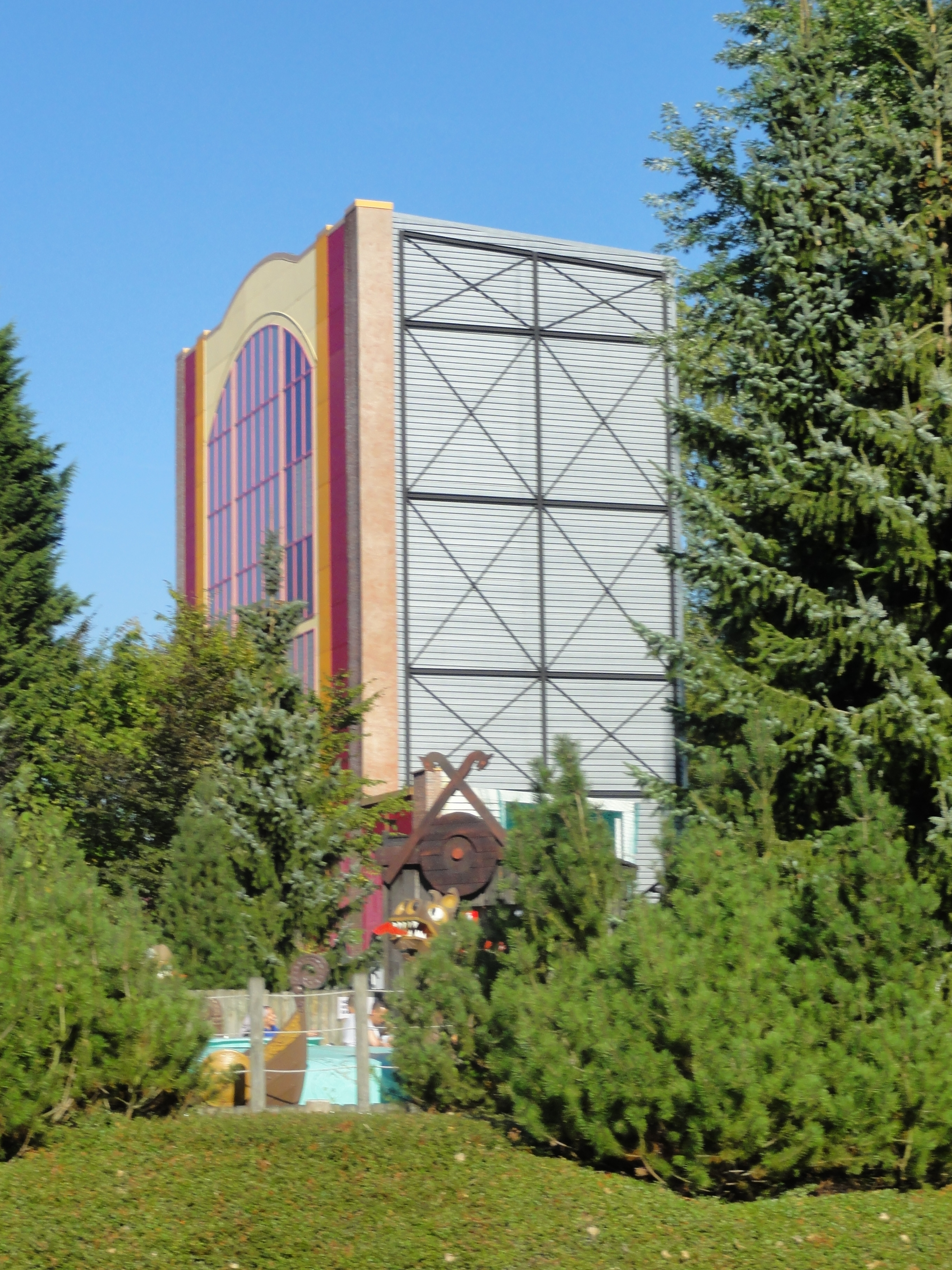
De Turbine in Walibi Belgium maakte vroeger gebruik van een vliegwiellancering. In 2013 werd dit vervangen door lineaire inductiemotoren.

De eerste achtbanen met vliegwiellancering werden gebouwd in 1978 door Arrow Dynamics. In 1978 stapte ook Anton Schwarzkopf over op vliegwiellanceringen met de bouw van Montezooma's Revenge, zijn eerste Shuttle Loop met vliegwiellancering.
Bij een vliegwiellancering wordt energie opgeslagen in een vliegwiel waarna deze energie gebruikt kan worden om via een koppeling en lier de sleepwagen te versnellen.
Bij de Belgische Sirocco (nu Psyké Underground) zorgde een te traag draaiend vliegwiel er in 1997 voor dat de achtbaantrein ondersteboven in de looping bleef hangen gedurende 1 uur en 40 minuten.
De eerste achtbanen die gebouwd werden met een vliegwiellancering zijn:
- Black Widow in Old Indiana Fun-n-Water Park (verplaatst vanuit Six Flags New England)
- Thunderbolt Express in Camden Park (gebouwd als Demon in Kings Island)
- Turbine (eerder Sirocco) in Walibi Belgium (de attractie heet nu Psyké Undergroud en maakt geen gebruik meer van een vliegwiellancering, maar van LIM)
- Afterburner in Fun Spot Amusement Park & Zoo (gebouwd als Zoomerang in Boardwalk and Baseball)

#### Wiellancering

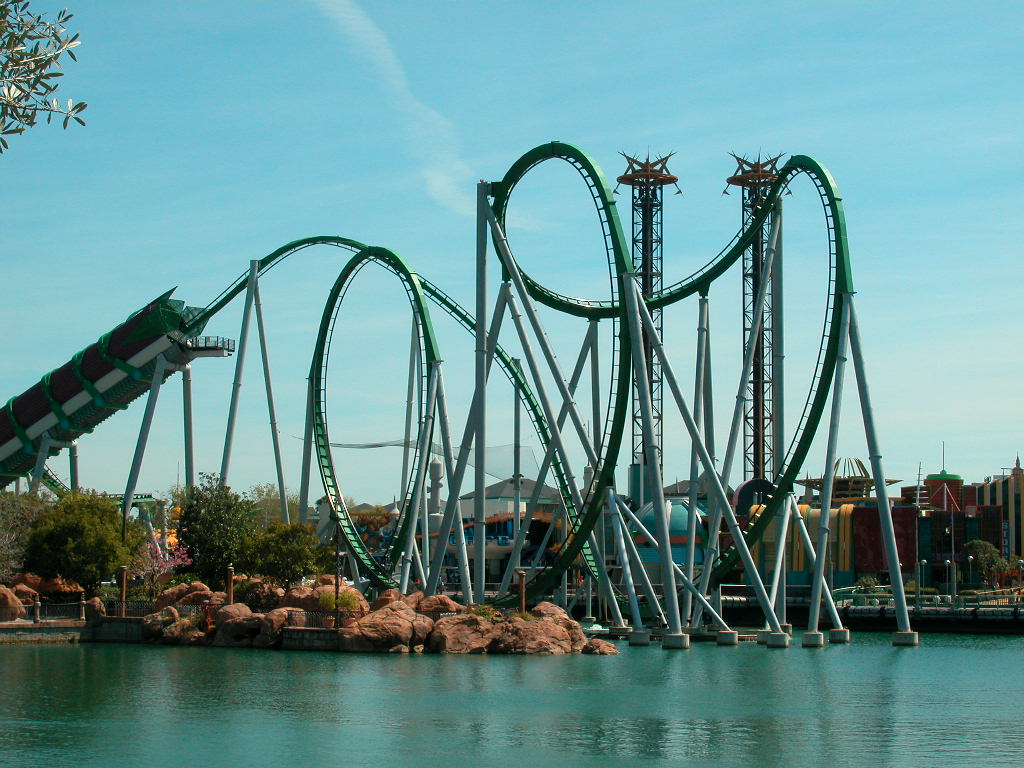
The Incredible Hulk Coaster in Islands of Adventure gebruikt een wiellancering.

Een wiellancering gebruikt de frictie tussen draaiende wielen en de achtbaantrein waarmee deze in contact staan om de trein te versnellen. De wielen kunnen worden aangedreven door bijvoorbeeld hydromotoren. De eerste achtbaan met een wiellancering werd in 1999 gebouwd door Bolliger & Mabillard in Islands of Adventure. De andere achtbanen met een wiellancering zijn gebouw door Intamin AG.
In totaal zijn er vijf achtbanen gebouwd met een wiellancering:
- The Incredible Hulk Coaster in Islands of Adventure
- Galaxy Express 999 in Aqua Stadium
- Mick Doohan's Motocoaster in Dreamworld
- Jet Rescue in Sea World
- Yukon Quad in Le Pal

Wielaandrijving om bijvoorbeeld een achtbaantrein het station uit te rijden wordt op vele achtbanen gebruikt. Ook worden wielaandrijvingen soms gebruikt op optakelingen.

## Galerij

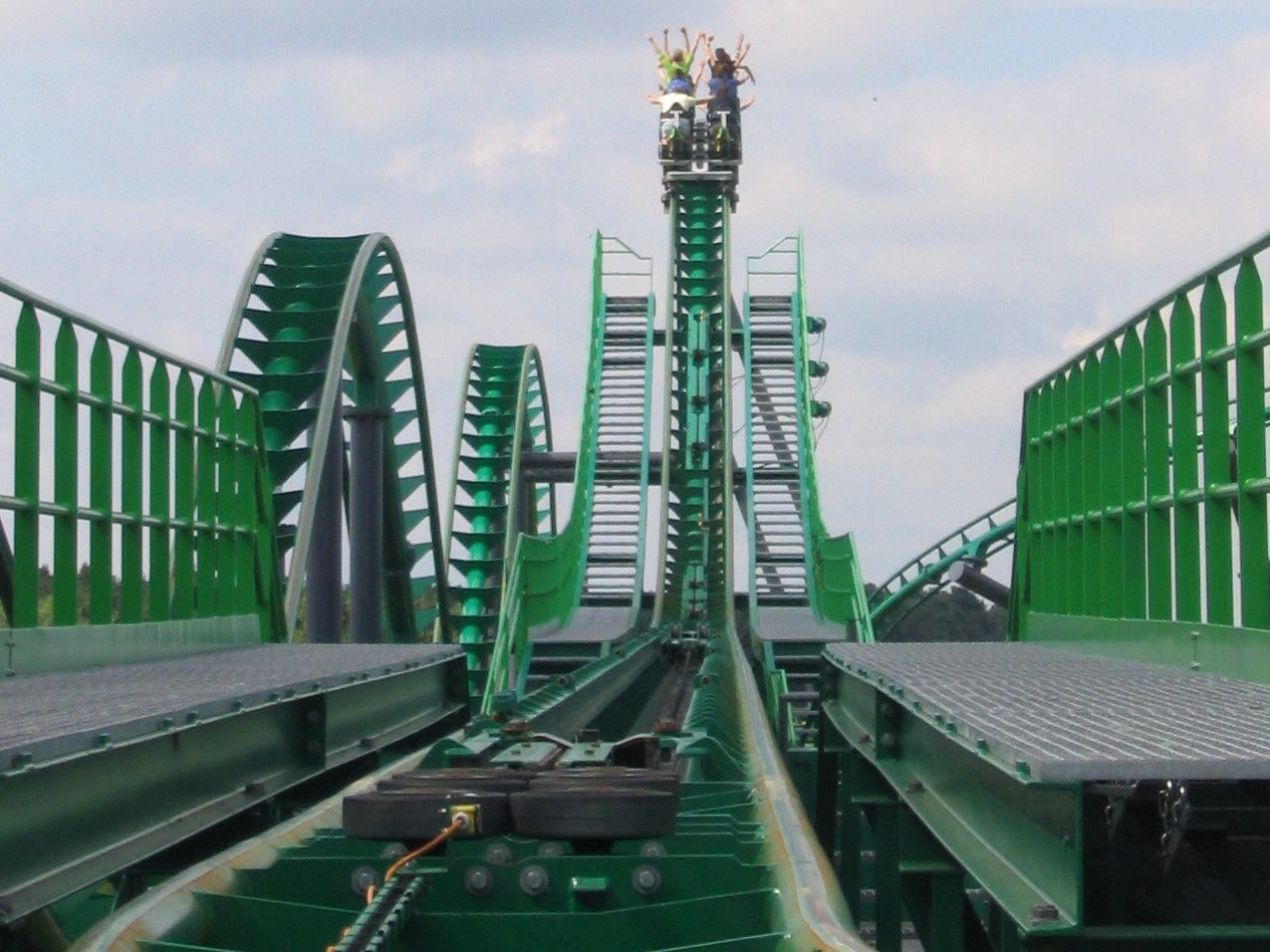
De lancering van Booster Bike in Attractiepark Toverland
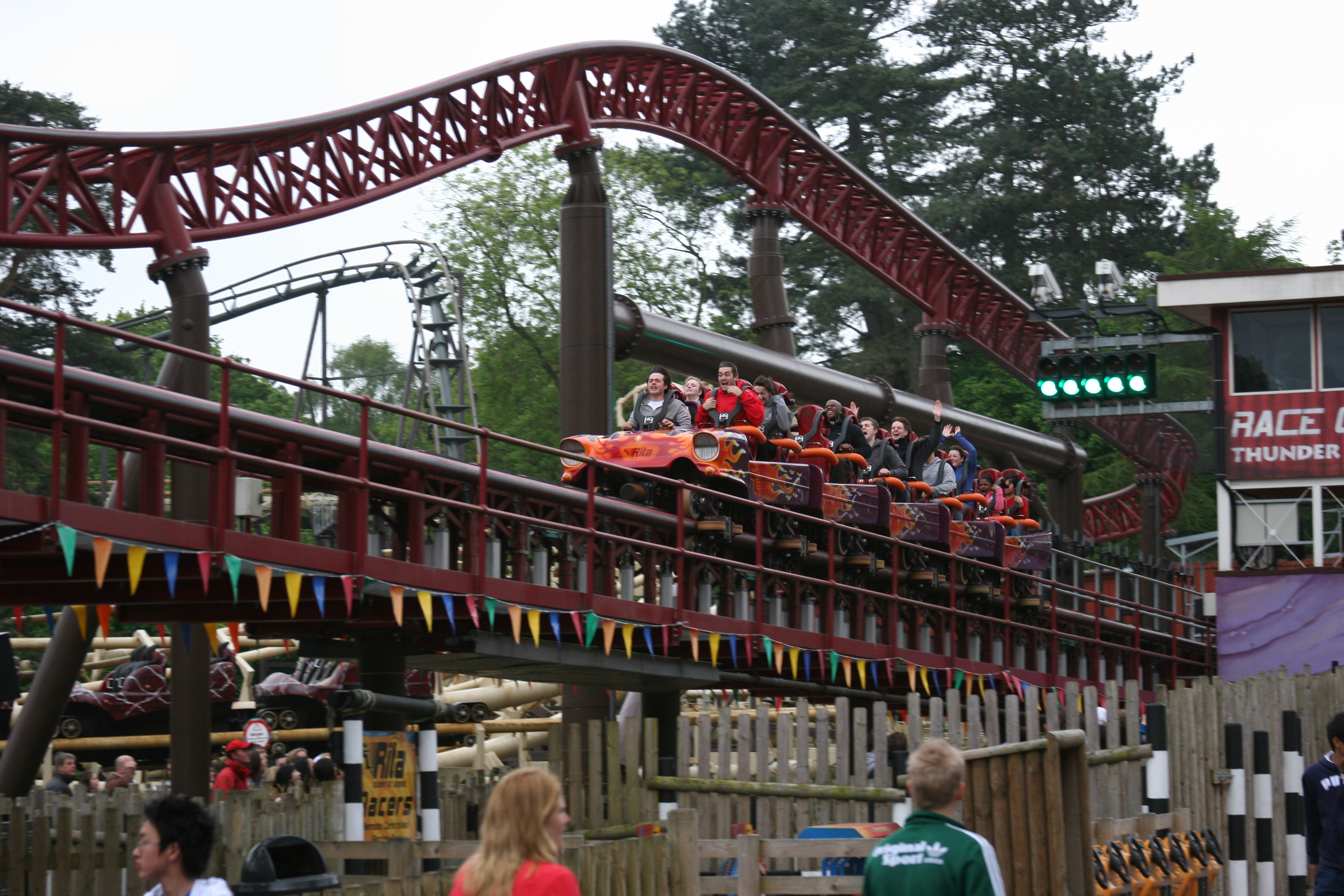
Rita in Alton Towers
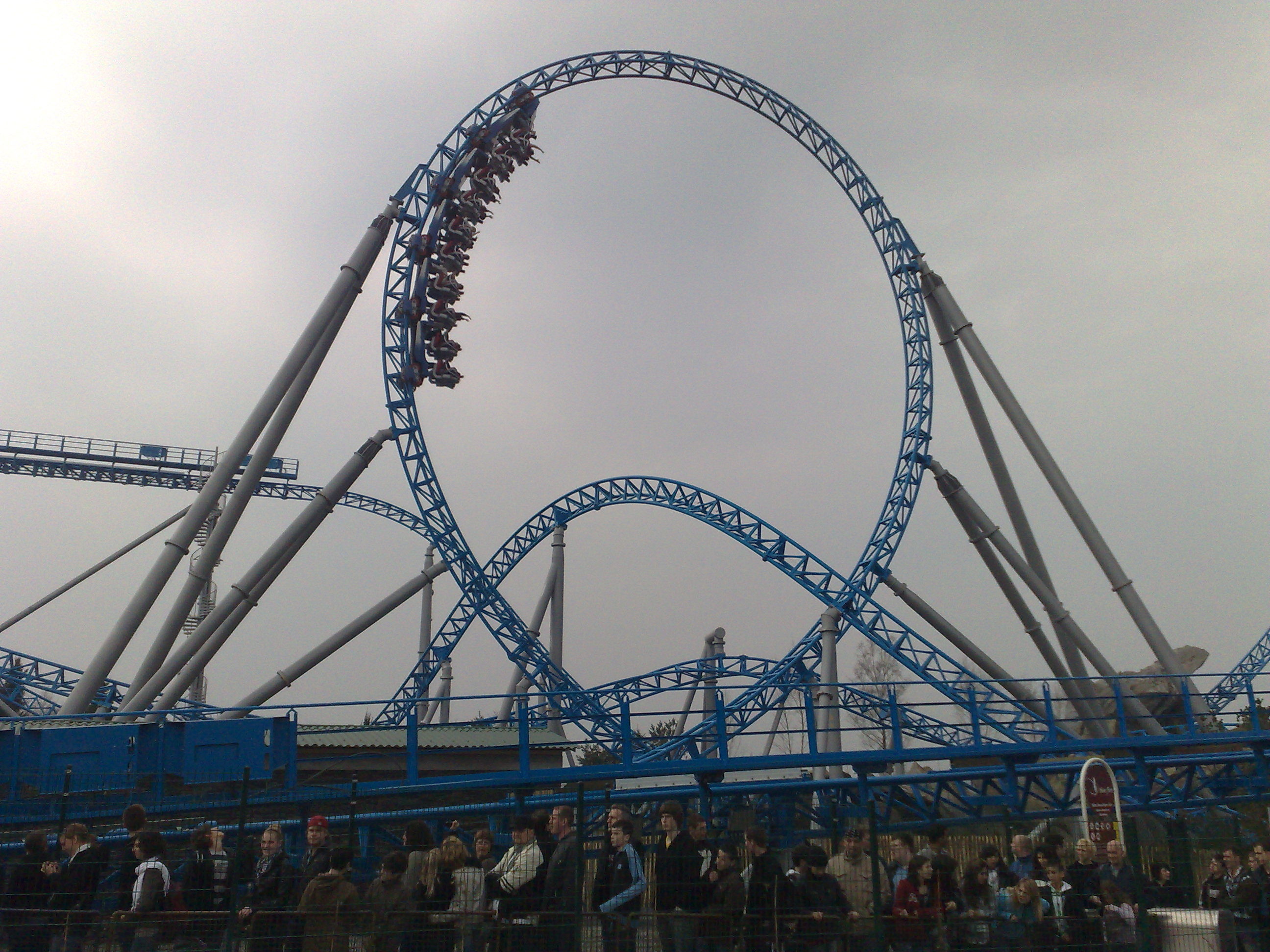
Blue Fire Megacoaster in Europa-Park
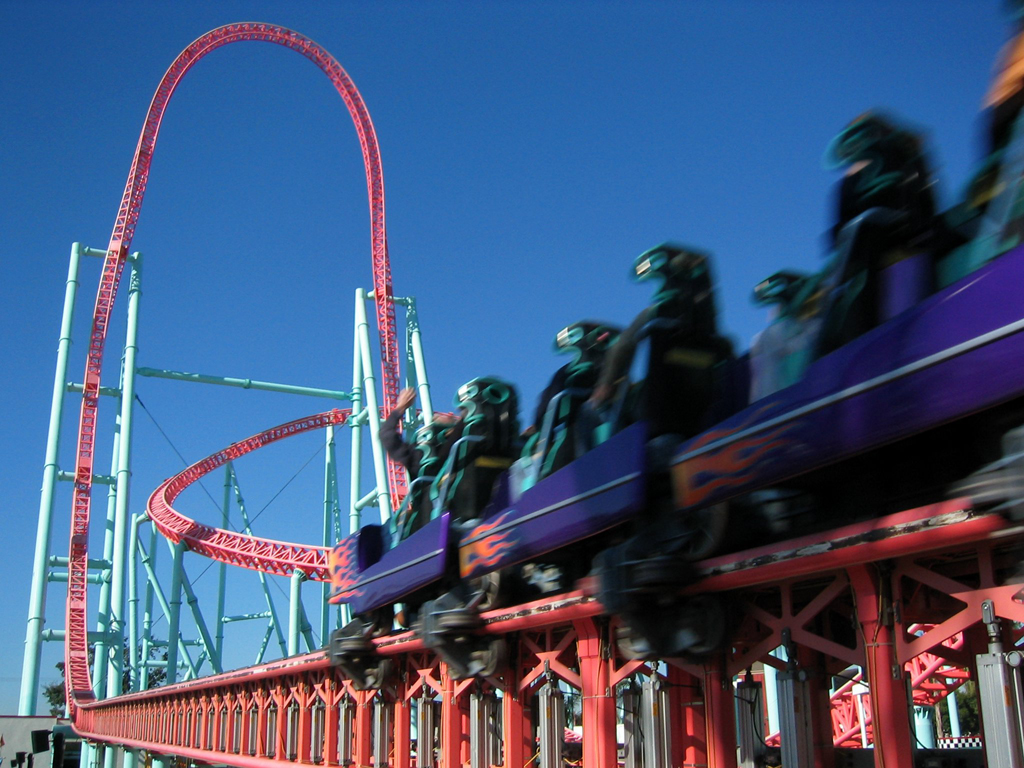
Xcelerator in Knott's Berry Farm